# Timo Klami
Timo Westgaard Klami (Kristiansand, 3 marzo 1981) è un tuffatore norvegese.

## Biografia
È stato più volte campione nazionale norvegese di tuffi.
Ha rappresentato la Norvegia ai campionati europei di nuoto di Budapest, classificandosi al quinto posto nel trampolino 3 metri.
Agli europei di Eindhoven 2008 è stato eliminato in semifinale con il quarto posto nel trampolino 1 metro.
Ai mondiali di Roma 2009 ha ottenuto il ventesimo posto nel trampolino 1 metro e il quattordicesimo nel trampolino 3 metri.
L'8 maggio 2009, al Grand Prix di Fort Lauderdale, realizzando il punteggio di 438,95 punti, ha stabilito il nuovo record norvegese del trampolino 3 metri.